# Tournoi d'ouverture du championnat du Costa Rica de football 2022
Navigation
Tournoi précédent Tournoi suivant
Le tournoi Apertura 2022 est le trente-et-unième tournoi saisonnier disputé au Costa Rica. C'est cependant la 116e fois que le titre de champion du Costa Rica est remis en jeu.
En raison de la tenue hivernale de la Coupe du monde 2022 au Qatar, le calendrier est écourté pour ne compter que seize journées, contre vingt-deux précédemment, afin de conclure le tournoi au plus tard début novembre,.
Lors de ce tournoi, le CS Cartaginés tente de conserver son titre de champion du Costa Rica face aux onze meilleurs clubs costariciens. Le Deportivo Saprissa remporte le trente-septième titre de son histoire à l'issue de la finale nationale face au CS Herediano et se qualifie ainsi pour l'édition inaugurale de la Coupe d'Amérique centrale 2023.

## Équipes participantes
| \| Alajuelense Cartaginés Herediano Guanacasteca Pérez Zeledón Saprissa Sporting San Carlos Santos Guadalupe Grecia Puntarenas \| Localisation des équipes. |
| Alajuelense Cartaginés Herediano Guanacasteca Pérez Zeledón Saprissa Sporting San Carlos Santos Guadalupe Grecia Puntarenas                                 |

Ce tableau présente les douze équipes qualifiées pour disputer le championnat 2022-2023. On y trouve le nom des clubs, le nom des stades dans lesquels ils évoluent ainsi que la capacité et la localisation de ces derniers.
| Équipe                  | Ville                  | Stade                         | Capacité |
| LD Alajuelense          | Alajuela               | Stade Alejandro Morera Soto   | 17 900   |
| CS Cartaginés           | Cartago                | Stade José Rafael Ivankovich  | 13 500   |
| Municipal Grecia        | Grecia                 | Stade Allen Riggioni          | 4 000    |
| Guadalupe FC            | Guadalupe              | Stade Coyella Fonseca         | 4 500    |
| CS Herediano            | Guadalupe              | Stade Coyella Fonseca         | 4 500    |
| AD Guanacasteca         | Nicoya                 | Stade Chorotega               | 3 000    |
| Puntarenas FC           | Puntarenas             | Stade Lito Pérez              | 4 105    |
| Municipal Pérez Zeledón | San Isidro del General | Stade Municipal Pérez Zeledón | 6 000    |
| AD San Carlos           | Ciudad Quesada         | Stade Carlos Ugalde Álvarez   | 5 000    |
| SD Santos               | Guápiles               | Stade Ebal Rodríguez          | 3 000    |
| Deportivo Saprissa      | San José               | Stade Ricardo Saprissa        | 23 100   |
| Sporting FC             | San José               | Stade Ernesto Rohrmoser       | 3 000    |

## Compétition
Le tournoi Apertura est divisé en trois phases :
- La phase de qualification : les seize journées de championnat.
- La phase finale : les matchs aller-retour allant des demi-finales à la finale.
- La finale nationale éventuelle : s'il ne remporte pas la phase finale, le vainqueur de la phase de qualification fait face au vainqueur de la phase finale pour déterminer le champion du tournoi.

### Phase de qualification
Lors de la phase de qualification, deux groupes distincts sont formés. Chaque équipe affrontent à deux reprises celles de son groupe et une seule fois celles du groupe opposé selon un calendrier tiré aléatoirement.
Les quatre meilleures équipes sont directement qualifiées pour la phase finale.
Le classement est établi sur le barème de points classique (victoire à 3 points, match nul à 1, défaite à 0).
Le départage final se fait selon les critères suivants :
- Le nombre de points.
- La différence de buts générale.
- La différence de buts particulière.
- Le nombre de buts marqués.

#### Classements
| Rang | Équipe          | Pts | J  | G  | N | P  | Bp | Bc | Diff |
| ---- | --------------- | --- | -- | -- | - | -- | -- | -- | ---- |
| 1    | CS Herediano    | 38  | 16 | 11 | 5 | 0  | 37 | 14 | +23  |
| 2    | LD Alajuelense  | 31  | 16 | 9  | 4 | 3  | 26 | 18 | +8   |
| 3    | Puntarenas FC P | 25  | 16 | 6  | 7 | 3  | 22 | 16 | +6   |
| 4    | Sporting FC     | 22  | 16 | 6  | 4 | 6  | 29 | 26 | +3   |
| 5    | Guadalupe FC    | 16  | 16 | 5  | 1 | 10 | 19 | 29 | -10  |
| 6    | AD Guanacasteca | 9   | 16 | 2  | 3 | 11 | 9  | 28 | -19  |

| Rang | Équipe                  | Pts | J  | G  | N | P | Bp | Bc | Diff |
| ---- | ----------------------- | --- | -- | -- | - | - | -- | -- | ---- |
| 1    | Deportivo Saprissa      | 36  | 16 | 11 | 3 | 2 | 28 | 10 | +18  |
| 2    | Municipal Grecia        | 21  | 16 | 7  | 0 | 9 | 28 | 35 | -7   |
| 3    | AD San Carlos           | 20  | 16 | 5  | 5 | 6 | 19 | 23 | -4   |
| 4    | Municipal Pérez Zeledón | 19  | 16 | 6  | 1 | 9 | 19 | 25 | -6   |
| 5    | CS Cartaginés T         | 17  | 16 | 4  | 5 | 7 | 25 | 27 | -2   |
| 6    | SD Santos               | 12  | 16 | 2  | 6 | 8 | 19 | 29 | -10  |

| Rang | Équipe                  | Pts | J  | G  | N | P  | Bp | Bc | Diff |
| ---- | ----------------------- | --- | -- | -- | - | -- | -- | -- | ---- |
| 1    | CS Herediano            | 38  | 16 | 11 | 5 | 0  | 37 | 14 | +23  |
| 2    | Deportivo Saprissa      | 36  | 16 | 11 | 3 | 2  | 28 | 10 | +18  |
| 3    | LD Alajuelense          | 31  | 16 | 9  | 4 | 3  | 26 | 18 | +8   |
| 4    | Puntarenas FC P         | 25  | 16 | 6  | 7 | 3  | 22 | 16 | +6   |
| 5    | Sporting FC             | 22  | 16 | 6  | 4 | 6  | 29 | 26 | +3   |
| 6    | Municipal Grecia        | 21  | 16 | 7  | 0 | 9  | 28 | 35 | -7   |
| 7    | AD San Carlos           | 20  | 16 | 5  | 5 | 6  | 19 | 23 | -4   |
| 8    | Municipal Pérez Zeledón | 19  | 16 | 6  | 1 | 9  | 19 | 25 | -6   |
| 9    | CS Cartaginés T         | 17  | 16 | 4  | 5 | 7  | 25 | 27 | -2   |
| 10   | Guadalupe FC            | 16  | 16 | 5  | 1 | 10 | 19 | 29 | -10  |
| 11   | SD Santos               | 12  | 16 | 2  | 6 | 8  | 19 | 29 | -10  |
| 12   | AD Guanacasteca         | 9   | 16 | 2  | 3 | 11 | 9  | 28 | -19  |

| Légende : Qualifications et relégations | Légende : Qualifications et relégations          |
| --------------------------------------- | ------------------------------------------------ |
|                                         | Qualification pour une possible finale           |
|                                         | T Tenant du titre P Promu de la saison 2021-2022 |

### Phase finale
Les quatre équipes qualifiées sont réparties dans le tableau final d'après leur classement dans la première phase, le premier du groupe A affrontant le deuxième du groupe B et le premier du groupe B affrontant le deuxième du groupe A lors des demi-finales.
En cas d'égalité sur la somme des deux matchs, c'est la position au classement général qui départage les deux équipes, sauf pour la finale où des prolongations puis une séance de tirs au but ont éventuellement lieu.
Si le vainqueur de la finale est l'équipe ayant terminé première au classement général, alors elle est déclarée championne du tournoi. En revanche, si le vainqueur est différent, une grande finale est organisée entre le vainqueur de la finale et le premier du classement général pour déterminer le champion national du tournoi.

#### Tableau
|  | Demi-finales          | Demi-finales          | Demi-finales          | Demi-finales          |                 |                 | Finale           | Finale           | Finale           | Finale           |  |  | Grande finale            | Grande finale            | Grande finale            | Grande finale            |
|  |                       |                       |                       |                       |                 |                 |                  |                  |                  |                  |  |  |                          |                          |                          |                          |
|  | 9 et 15 octobre       | 9 et 15 octobre       | 9 et 15 octobre       | 9 et 15 octobre       |                 |                 | 19 et 22 octobre | 19 et 22 octobre | 19 et 22 octobre | 19 et 22 octobre |  |  | 30 octobre et 5 novembre | 30 octobre et 5 novembre | 30 octobre et 5 novembre | 30 octobre et 5 novembre |
|  | 9 et 15 octobre       | 9 et 15 octobre       | 9 et 15 octobre       | 9 et 15 octobre       |                 |                 | 19 et 22 octobre | 19 et 22 octobre | 19 et 22 octobre | 19 et 22 octobre |  |  | 30 octobre et 5 novembre | 30 octobre et 5 novembre | 30 octobre et 5 novembre | 30 octobre et 5 novembre |
|  | 1A CS Herediano       | 1A CS Herediano       | 0                     | 3                     |                 |                 | 19 et 22 octobre | 19 et 22 octobre | 19 et 22 octobre | 19 et 22 octobre |  |  | 30 octobre et 5 novembre | 30 octobre et 5 novembre | 30 octobre et 5 novembre | 30 octobre et 5 novembre |
|  | 1A CS Herediano       | 1A CS Herediano       | 0                     | 3                     |                 |                 | 19 et 22 octobre | 19 et 22 octobre | 19 et 22 octobre | 19 et 22 octobre |  |  | 30 octobre et 5 novembre | 30 octobre et 5 novembre | 30 octobre et 5 novembre | 30 octobre et 5 novembre |
|  | 2B Puntarenas FC      | 2B Puntarenas FC      | 0                     | 1                     |                 |                 | 19 et 22 octobre | 19 et 22 octobre | 19 et 22 octobre | 19 et 22 octobre |  |  | 30 octobre et 5 novembre | 30 octobre et 5 novembre | 30 octobre et 5 novembre | 30 octobre et 5 novembre |
|  | 2B Puntarenas FC      | 2B Puntarenas FC      | 0                     | 1                     | 1A CS Herediano | 1A CS Herediano | 1                | 0                |                  |                  |  |  | 30 octobre et 5 novembre | 30 octobre et 5 novembre | 30 octobre et 5 novembre | 30 octobre et 5 novembre |
|  | 8 et 14 octobre       |                       |                       |                       | 1A CS Herediano | 1A CS Herediano | 1                | 0                |                  |                  |  |  | 30 octobre et 5 novembre | 30 octobre et 5 novembre | 30 octobre et 5 novembre | 30 octobre et 5 novembre |
|  |                       |                       | 1B Deportivo Saprissa | 1B Deportivo Saprissa | 1               | 1               |                  |                  |                  |                  |  |  | 30 octobre et 5 novembre | 30 octobre et 5 novembre | 30 octobre et 5 novembre | 30 octobre et 5 novembre |
|  | 1B Deportivo Saprissa | 1B Deportivo Saprissa | 1B Deportivo Saprissa | 1B Deportivo Saprissa | 1               | 1               | 0                | 2                |                  |                  |  |  | 30 octobre et 5 novembre | 30 octobre et 5 novembre | 30 octobre et 5 novembre | 30 octobre et 5 novembre |
|  | 1B Deportivo Saprissa | 1B Deportivo Saprissa |                       |                       |                 |                 |                  | 2                |                  |                  |  |  | 30 octobre et 5 novembre | 30 octobre et 5 novembre | 30 octobre et 5 novembre | 30 octobre et 5 novembre |
|  | 2A LD Alajuelense     | 2A LD Alajuelense     | 0                     | 0                     |                 |                 |                  |                  |                  |                  |  |  | 30 octobre et 5 novembre | 30 octobre et 5 novembre | 30 octobre et 5 novembre | 30 octobre et 5 novembre |
|  | 2A LD Alajuelense     | 2A LD Alajuelense     | 0                     | 0                     | 1A CS Herediano | 1A CS Herediano | 0                | 1                |                  |                  |  |  |                          |                          |                          |                          |
|  |                       |                       |                       |                       | 1A CS Herediano | 1A CS Herediano | 0                | 1                |                  |                  |  |  |                          |                          |                          |                          |
|  |                       |                       | 1B Deportivo Saprissa | 1B Deportivo Saprissa | 2               | 0               |                  |                  |                  |                  |  |  |                          |                          |                          |                          |
|  |                       |                       |                       |                       | 2               | 0               |                  |                  |                  |                  |  |  |                          |                          |                          |                          |
|  |                       |                       |                       |                       |                 |                 |                  |                  |                  |                  |  |  |                          |                          |                          |                          |
|  |                       |                       |                       |                       |                 |                 |                  |                  |                  |                  |  |  |                          |                          |                          |                          |
|  |                       |                       |                       |                       |                 |                 |                  |                  |                  |                  |  |  |                          |                          |                          |                          |
|  |                       |                       |                       |                       |                 |                 |                  |                  |                  |                  |  |  |                          |                          |                          |                          |
|  |                       |                       |                       |                       |                 |                 |                  |                  |                  |                  |  |  |                          |                          |                          |                          |
|  |                       |                       |                       |                       |                 |                 |                  |                  |                  |                  |  |  |                          |                          |                          |                          |
|  |                       |                       |                       |                       |                 |                 |                  |                  |                  |                  |  |  |                          |                          |                          |                          |
|  |                       |                       |                       |                       |                 |                 |                  |                  |                  |                  |  |  |                          |                          |                          |                          |
|  |                       |                       |                       |                       |                 |                 |                  |                  |                  |                  |  |  |                          |                          |                          |                          |
|  |                       |                       |                       |                       |                 |                 |                  |                  |                  |                  |  |  |                          |                          |                          |                          |

#### Demi-finales
| Club               | Aller | Retour | Club           | Commentaire |
| Deportivo Saprissa | 0 - 0 | 2 - 0  | LD Alajuelense |             |
| CS Herediano       | 0 - 0 | 3 - 1  | Puntarenas FC  |             |

#### Finale
| Match aller     | Deportivo Saprissa | 1 - 1   | CS Herediano | Stade Ricardo Saprissa Aymá, San José        |                                              |
| 19 octobre 2022 | Rodríguez 90+2e    | (0 - 1) | 20e Ruiz     | Spectateurs : 18 000 Arbitrage : David Gómez | Spectateurs : 18 000 Arbitrage : David Gómez |
| 19 octobre 2022 | Rapport            |         |              | Spectateurs : 18 000 Arbitrage : David Gómez | Spectateurs : 18 000 Arbitrage : David Gómez |

| Match retour    | CS Herediano | 0 - 1   | Deportivo Saprissa | Stade José Joaquín Fonseca, Guadalupe                 |                                                       |
| 22 octobre 2022 |              | (0 - 1) | 16e Sinclair       | Spectateurs : 5 000 Arbitrage : Juan Gabriel Calderón | Spectateurs : 5 000 Arbitrage : Juan Gabriel Calderón |
| 22 octobre 2022 | Rapport      |         |                    | Spectateurs : 5 000 Arbitrage : Juan Gabriel Calderón | Spectateurs : 5 000 Arbitrage : Juan Gabriel Calderón |

### Finale nationale
Le CS Herediano ayant été éliminé en finale de la phase finale, le club affronte le vainqueur de cette seconde phase afin de déterminer le vainqueur du tournoi Apertura 2022.
| Match aller     | Deportivo Saprissa        | 2 - 0   | CS Herediano | Stade Ricardo Saprissa Aymá, San José            |                                                  |
| 30 octobre 2022 | Sinclair 55e · Waston 87e | (0 - 0) |              | Spectateurs : 19 000 Arbitrage : Ricardo Montero | Spectateurs : 19 000 Arbitrage : Ricardo Montero |
| 30 octobre 2022 | Rapport                   |         |              | Spectateurs : 19 000 Arbitrage : Ricardo Montero | Spectateurs : 19 000 Arbitrage : Ricardo Montero |

| Match retour    | CS Herediano | 1 - 0   | Deportivo Saprissa | Stade José Joaquín Fonseca, Guadalupe          |                                                |
| 5 novembre 2022 | Brenes 9e    | (1 - 0) |                    | Spectateurs : 4 000 Arbitrage : Keylor Herrera | Spectateurs : 4 000 Arbitrage : Keylor Herrera |
| 5 novembre 2022 | Rapport      |         |                    | Spectateurs : 4 000 Arbitrage : Keylor Herrera | Spectateurs : 4 000 Arbitrage : Keylor Herrera |

| Vainqueur du Tournoi Apertura 2022 Deportivo Saprissa 37e titre |

## Résultats des clubs en Coupe International
| LD Alajuelense | Ligue de la CONCACAF | Finaliste          | CD Olimpia  |
| CS Herediano   | Ligue de la CONCACAF | Quart de finale    | Real España |
| CS Cartaginés  | Ligue de la CONCACAF | Huitième de finale | Real España |

## Bilan du tournoi
| Tournoi d'ouverture du championnat de football du Costa Rica 2022 |                                |
| Champion                                                          | Deportivo Saprissa (37e titre) |
| Dauphin                                                           | CS Herediano                   |
| Qualifications continentales                                      |                                |
| Coupe d'Amérique centrale 2023                                    | Deportivo Saprissa             |